# Doughnut (ekonomisk modell)

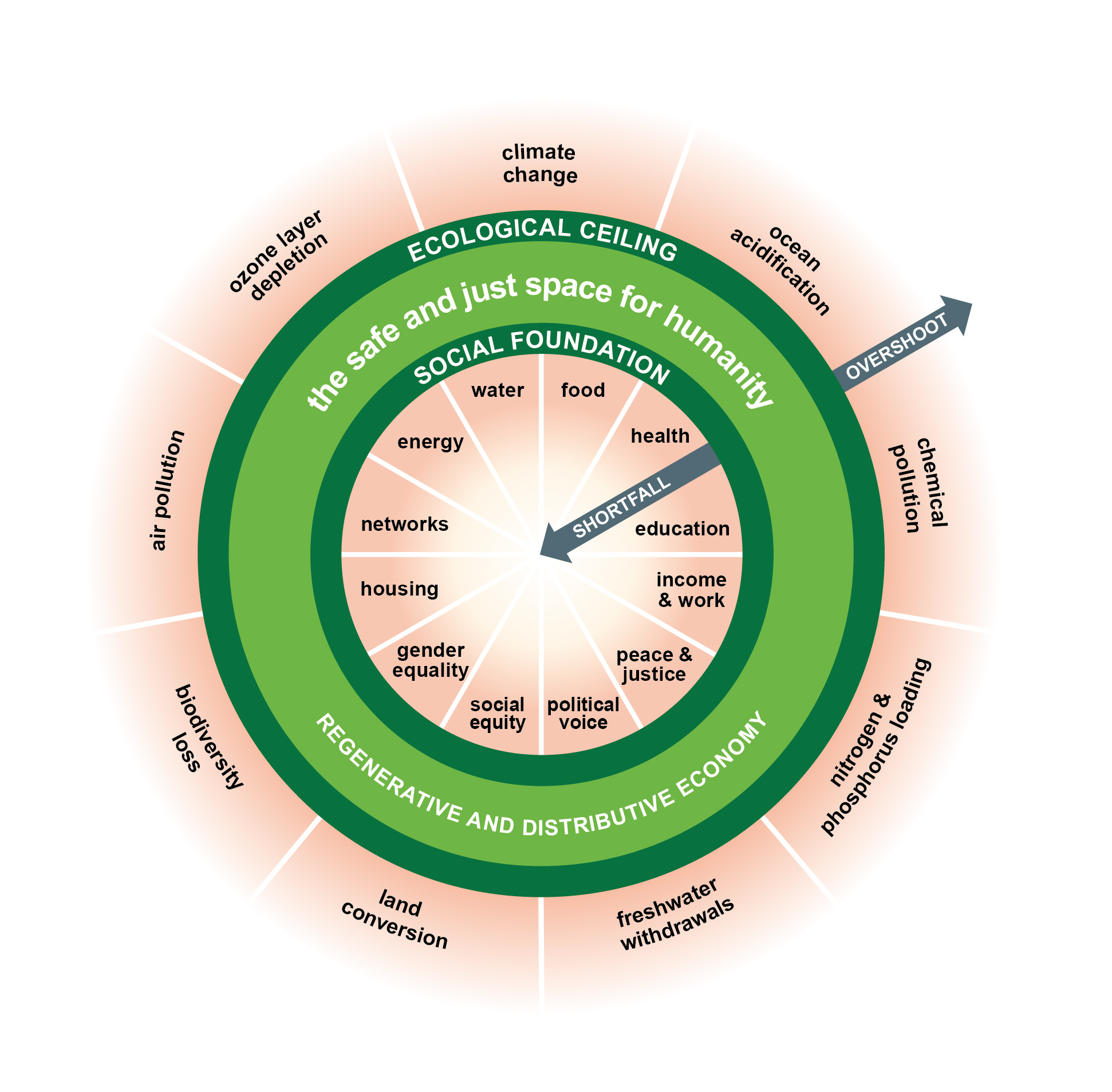
Doughnut-modellen

Donut- eller Doughnut-ekonomin är en ekonomisk modell som används för att mäta ekonomins prestanda i förhållande till hur människors behov tillgodoses utan att överskrida jordens ekologiska gränser. Namnet härstammar från det beskrivande diagrammets form, dvs en cirkel med ett hål i mitten. Modellens centrala hål beskriver andelen människor som saknar tillgång till livets väsentligheter (hälso- och sjukvård, utbildning, jämlikhet osv.) Den yttre ringen representerar de ekologiska gränserna (planetens gränser) som livet beror av och som inte får överskridas.
En ekonomi anses välmående när alla de tolv sociala grundmålen är uppfyllda utan att någon av de nio ekologiska gränserna överskrids. Denna situation representeras av området mellan de två ringarna, mänsklighetens säkra och rättvisa utrymme. Diagrammet utvecklades av Oxford-ekonomen Kate Raworth i Oxfam-rapporten A Safe and Just Space for Humanity och utarbetades i hennes bok Doughnut Economics: Seven Ways to Think Like a 21st-Century Economist.

## Sociala grundmål
De tolv sociala grundmålen är inspirerade av FN:s hållbara utvecklingsmål. Dessa är:
- Mat
- Hälsa
- Utbildning
- Inkomst och arbete (det sistnämnda är inte begränsat till anställning men inkluderar också saker som hushållning)
- Fred och rättvisa
- Demokrati
- Social rättvisa
- Jämställdhet mellan könen
- Bostad
- Socialt kapital
- Energi
- Vatten

## Ekologiska gränser
De nio ekologiska gränserna kommer från begreppet planetens gränser som utvecklats av en grupp jordsystemforskare ledd av Johan Rockström och Will Steffen. Dessa är:
- Klimatförändringar - de av människan orsakade utsläppen av växthusgaser, såsom koldioxid och metan, fångar värme i atmosfären och förändrar av jordens klimat.

- Havens försurning - när människans utsläpp av koldioxid absorberas i oceanerna, gör det vattnet surt. Till exempel minskar detta marina livsformers förmåga att bilda skelett och skal.

- Kemisk förorening - utsläpp av giftiga ämnen i naturen minskar biologisk mångfald och sänker djurens fertilitet (inklusive människor).

- Kväve- och fosforbelastning - ineffektiv eller överdriven användning av gödningsmedel leder till att gödningsmedel rinner ut till sjöar och hav där de orsakar algblomningar som dödar livet under vattnet.

- Färskvattenuttag - med för stor uttag av sötvatten torkar källan som kan skada ekosystemet och vara oanvändbart efter.

- Markomvandling - Omvandling av mark till ekonomisk verksamhet (som vägar och jordbruksmark) skadar eller avlägsnar livsmiljön för vilda djur, tar bort kolsänkor och stör naturliga cykler.

- Förlust av biologisk mångfald - ekonomisk aktivitet kan leda till en minskning av antal och olika arter. Detta gör ekosystemen mer utsatta och kan sänka deras kapacitet att upprätthålla livet och tillhandahålla ekosystemtjänster.

- Luftförorening - utsläpp av aerosoler (små partiklar) har en negativ inverkan på artens hälsa. Det kan också påverka nederbörd och molnbildning.

- Ozonskiktets utarmning - viss ekonomisk aktivitet avger gaser som skadar jordens ozonskikt. Eftersom ozonskiktet skyddar jorden från skadlig strålning, resulterar dess uttunning till exempel i hudcancer hos djur.

## Doughnut av världsekonomin

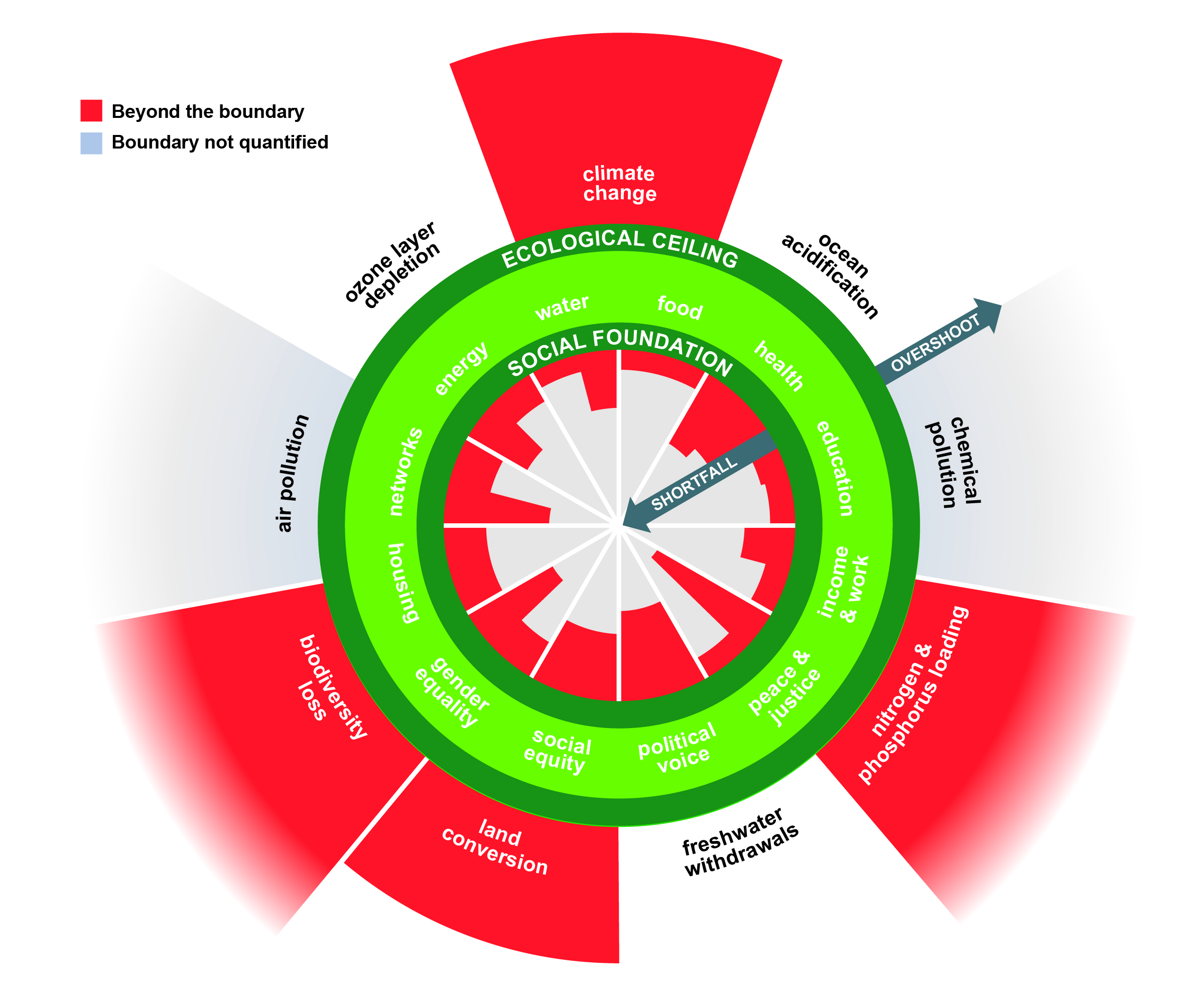
Världsekonomins nuvarande tillstånd enligt Raworth

Doughnut-modellen har indikatorer som visar i vilken utsträckning de ekologiska gränserna har överskridits och de sociala grundmålen ännu inte är uppfyllda.
I Doughnut Economics: Seven Ways To Think As a 21st-Century Economist, ritar Raworth världsekonomins munk som följer. Av de sociala målen är inget livsviktigt uppfyllt för alla. Hälsa, demokrati och social rättvisa är längst från sina mål. Av de ekologiska gränserna har överskridits för klimatförändringar, kväve- och fosforbelastning, markomvandling och förlust av biologisk mångfald, medan ozonskiktets uttunning, havens försurning och sötvattenuttag ligger inom planeten gränser. Gränserna för luftförorening och kemisk förorening kvantifieras inte.

### Städer som prövar doughnutmodellen
- 2020 – Amsterdam.[5]
- 2020 – Bryssel.[6]
- 2021 – Cornwall.[7]
- 2021 – Nanaimo.[8]
- 2021 – Tomelilla.[9]
- 2023 – Kalix och Vadstena.[10]